# Пиголкин, Павел Николаевич
Павел Николаевич Пиголкин (28 декабря 1908—25 декабря 1991) — советский государственный деятель, организатор производства боеприпасов, генерал-майор инженерно-технической службы (1943).

## Биография
Родился в 1908 году в д. Старыгино Вязниковского уезда Владимирской губернии Российской империи (ныне Вязниковский район Ивановской области) в семье столяра. По национальности русский. В 1921 г. окончил начальную школу в с. Нагуево Вязниковского уезда. С октября 1921 г. рассыльный Нагуевского волостного исполкома. В мае-октябре 1922 г. не работал, жил на иждивении отца в Старыгине. С октября 1922 г. клеймильщик кусков, а с февраля 1925 г. початочник, ткач Лукновской льнопрядильной фабрики им. Ф. Энгельса. В 1928 году вступил в ВЛКСМ. С октября 1929 г. по апрель 1932 г. студент тестильного рабфака во Владимире. Кандидат в члены ВКП(б) с февраля 1931 г., член ВКП(б) с февраля 1932 г. В мае-августе 1932 г. чертежник на Лукновской фабрике им. Ф. Энгельса. С августа 1932 г. по январь 1933 г. студент Московского механико-машиностроительного института им. Н. Э. Баумана. В январе-сентябре 1933 г. техник Лукновской фабрики им. Ф. Энгельса. С сентября 1933 г. по июль 1938 г. вновь студент МММИ им. Н.Э. Баумана. С 6 июня 1938 г. в Рабоче-крестьянской Красной армии помощник военпреда Управления кораблестроения НКВМФ СССР на заводе № 24 им. М.В. Фрунзе Народного комиссариата авиационной промышленности СССР (производство авиадвигателей). В январе-апреле 1939 г. инструктор организационного отдела ЦК ВКП(б). С апреля 1939 г. заведующий Отделом, затем заместитель начальника Управления кадров ЦК ВКП(б). 11 января 1939 года Наркомат оборонной промышленности СССР был разделён на несколько народных комиссариатов, в числе которых был Народный комиссариат боеприпасов СССР, созданный на базе существовавшего в Наркомате оборонной промышленности Главного управления по производству боеприпасов. С 18 октября 1940 г. по март 1946 г. заместитель народного комиссара боеприпасов СССР по кадрам. В 1941—1943 гг. возглавлял часть наркомата, находившуюся в эвакуации в Челябинске. С 20 октября 1943 г. генерал-майор инженерно-технической службы. С марта 1946 г. заместитель министра сельско-хозяйственного машиностроения СССР (7 января 1946 года наркомат боеприпасов был преобразован в Наркомат сельскохозяйственного машиностроения). С марта 1949 г. член Бюро по машиностроению и электропромышленности Совета министров СССР по проверке исполнения решений Правительства. С декабря 1951 г. в загранкомандировке в Китае. С сентября 1952 г. работник аппарата Совета министров СССР. С июня 1953 г. начальник Главного Управления сельско-хозяйственного машиностроения Министерства машиностроения СССР. В 1954—1955 гг. начальник Планово-экономического управления Министерства автомобильного, тракторного и сельско-хозяйственного машиностроения СССР. В отставке с 21 апреля 1955 года. В 1955—1957 гг. начальник план-экономического отдела Министерства тракторного и сельско-хозяйственного машиностроения СССР. В 1957—1960 гг. начальник подотдела планирования производства отдела машиностроения Госплана СССР. В 1960—1963 гг. заместитель начальника отдела автотракторного и сельско-хозяйственного машиностроения Госплана СССР. В 1963-1965 гг. заместитель начальника Управления автотракторного и сельско-хозяйственного машиностроения СНХ СССР. С 1965 г. заместитель начальника отдела автотракторного и сельско-хозяйственного машиностроения Госплана СССР. Умер 25 декабря 1991 г. в Москве за день до распада СССР. Похоронен на Ваганьковском кладбище.

## Воинские звания
Генерал-майор инженерно-технической службы — 20.10.1943.

## Награды
- орден Ленина (24.11.1942)
- орден Октябрьской Революции (1971)
- орден Кутузова 2-й степени (16.09.1945).
- орден Трудового Красного Знамени (05.08.1944)[6].
- два ордена Отечественной войны I степени (18.11.1944[7], 11.04.1985[8])
- орден Красной Звезды (26.01.1942).
- Медали.

## Семья
Жена — Арзуманова Тамара Михайловна (18.11.1914—20.02.2012).
Детей не было. 